# Св. св. Кирил и Методий и св. Александър Невски (Пловдив)
„Св. св. Кирил и Методий и св. Александър Невски“ е православна църква в Пловдив, част от Пловдивската епархия на Българската православна църква. Това е първият храм-паметник, посветен на Руско-турската освободителна война и Освобождението на България. Храмът се намира на площад „11 май“.

## История
След Руско-турската освободителна война голяма част от турското население се изселва от Пловдив и на мястото на старите турски махали Табак хисар и Кая меджид до река Марица възниква нова, българска, наречена Копривщката, в която се заселват копривщенци, клисурци, панагюрци и калоферци. Християните от новата махала първоначално посещават катедралния храм „Света Богородица“, намиращ се на юг от квартала на недалечното Таксим тепе, но той не успява да побере многобройните си нови енориаши. Така сред жителите на новата българска махала се заражда идеята за построяване на техен храм.
На 11 май 1881 г., в деня на светите братя Кирил и Методий, видните пловдивски граждани и жители на квартала – Иван и Величка Личеви, Душко Кесяков, Симеон Груев и Дочо Чипев, преселници от Копривщица, Минко Тосков и свещеник Първан Стоев, родом от Калофер, се събрали и основали изпълнителен комитет по изграждане на нов храм, който да бъде посветен на българските равноапостоли Кирил и Методий и на руския светец княз Александър Невски, смятан за небесен покровител на покойния по това време император Александър II – освободител на България. Оформило се решение да се издигне не малък енорийски храм, а храм-паметник на Освобождението на българския народ.
Година по-късно на същия свят ден, 11 май, е положен основният камък с подобаващо тържество при служението на пловдивския митрополит Панарет и в присъствието на румелийския генерал-губернатор княз Алеко Богориди, на тогавашните директори-министри на областта и на руския генерален консул Кребел. Събраните през 1882 година средства дават възможност да започне строителство по проект и под ръководството на архитект Йосиф Шнитер. 
През 1884 г., в навечерието на 25 август – летния църковен празник на св. Александър Невски храмът-паметник на Освобождението бил осветен с тържествена архиерейска света литургия.

## Архитектура и украса
Изграден в стила на модерния за времето си руски класицизъм, той напомня с извисените си куполи за големия Исакиевски събор в тогавашната руска столица Санкт Петербург. Външността на стените е украсена с многобройни арки и пиластри с капители вйонийско-коринтски стил, а трите входа от запад, север и юг са подчертани с високи колонни портици, завършващи с триъгълни фронтони. Олтарната част е оформена с голяма полукръгла апсида, извисена до покрива.
Вътрешният план е подчинен на изискванията на трикорабната кръстокуполна базилика, характерни за източноправославното църковно строителство. Иконостасът на храма е оформен и украсен в духа на класицизма и напълно се вписва във вътрешната архитектура. Интерес предизвикват големите икони от царския ред, които са работа на видния художник, иконописец и революционер Георги Данчов – Зографина, който след Освобождението се установява в Пловдив. Със силно духовно излъчване са образите на Иисус Христос, св. Богородица, светите братя Кирил и Методий, св. Александър Невски. Забележителна творба е и изображението на Добрия пастир, излязло изпод ръката на брата на Георги Данчов – Никола Данчов.